# Strong (Rochelle)
Strong is de tweede single van X Factor 2011-winnaar Rochelle Perts. Strong werd twee dagen na haar debuutsingle No Air uitgebracht. 
Perts zong het nummer Strong voor het eerst tijdens de finale van X Factor onder het thema "Mentors keuze". Perts schreef dit nummer samen met goede vriend en klasgenoot Wouter Hardy. Haar coach Eric van Tijn was zeer onder de indruk van het nummer en wilde het tijdens de finale ten gehore brengen. X Factor-jurylid Gordon Heuckeroth was ook erg enthousiast en vond het nummer zelfs beter dan de single No Air. Het publiek downloadde het nummer massaal. Uiteindelijk besloot Sony Music ook Strong door te zetten als single.
Het nummer werd de dag na haar X Factor-overwinning digitaal uitgebracht, waarna het op 13 juni 2011 officieel verscheen. Het nummer kwam vervolgens al snel op de tweede positie in de iTunes Store, maar moest het afleggen tegen "No Air". Een week na de finale kwam de single binnen op de zesde positie van de Single Top 100.

## Tracklist
Muziekdownload
1. "Strong" - 03:11

## Hitnoteringen

### NederlandseSingle Top 100
| Hitnotering: 18-06-2011 t/m 09-07-2011 | Hitnotering: 18-06-2011 t/m 09-07-2011 | Hitnotering: 18-06-2011 t/m 09-07-2011 | Hitnotering: 18-06-2011 t/m 09-07-2011 | Hitnotering: 18-06-2011 t/m 09-07-2011 | Hitnotering: 18-06-2011 t/m 09-07-2011 |
| Week:                                  | 1                                      | 2                                      | 3                                      | 4                                      |                                        |
| -------------------------------------- | -------------------------------------- | -------------------------------------- | -------------------------------------- | -------------------------------------- | -------------------------------------- |
| Positie:                               | 6                                      | 16                                     | 71                                     | 100                                    | uit                                    |